# Rejon Tałas
Rejon Tałas (kirg. Талас району; ros. Таласский район) – rejon w Kirgistanie w obwodzie tałaskim. W 2009 roku liczył 58 867 mieszkańców (z czego 50,4% stanowili mężczyźni) i obejmował 11 095 gospodarstw domowych. Siedzibą administracyjną rejonu jest Tałas.